# Промивальні рідини на вуглеводневій основі
Промивальні рідини на вуглеводневій основі — це складні багатокомпонентні колоїдно-хімічні системи, де дисперсійним середовищем є рідкі вуглеводні, а дисперсною фазою — диспергована вода і тверді компоненти. Серед таких промивальних рідин виділяють два види: практично безводні та інвертні емульсії.
Промивальні рідини на вуглеводневій основі призначені для розбурювання соленосних глин та сланців, стійкість яких знижується під впливом водного фільтрату (при застосуванні розчинів на водній основі), а також хемогенних порід, які розчиняються у воді і втрачають стійкість; для розкриття продуктивних нафтогазових пластів, відбору керну (одержання зразків породи не забрудненої глинистим розчином). Промивальні рідини на вуглеводневій основі забезпечують якісне розкриття продуктивних горизонтів, при якому, практично, не знижується продуктивність експлуатаційних свердловин.

## Практично безводні промивальні рідини
Серед найвідоміших практично безводних рідин на вуглеводневій основі є вапняно-бітумні рідини (ВБР), які складаються із дизельного пального (нафти), високоокисненого бітуму, обважнювача, мінералізованої води і високоактивного оксиду кальцію (вапна) та ПАР.
Стабільність практично безводних суспензій на вуглеводневій основі суттєво залежить від вмісту води, тому у процесі буріння слід запобігати потраплянню води в такі суспензії.

## Промивальні рідини— інвертні емульсії
В інвертних емульсіях дисперсійним середовищем є вуглеводні (нафтопродукти), а дисперсною фазою  диспергована вода. Вода перебуває у вигляді тонкодиспергованих глобул і рівномірно розподілена по всьому об'єму нафтопродукту. Для стабілізації емульсії використовують емульгатори (залізні мила окисненого петролатуму, кальцієві мила жирних кислот та інші ПАР).
Вартість інвертних емульсій значно нижча за вартість практично безводних емульсій оскільки вони містять не більше 30 % об'єму рідких вуглеводнів.
Переваги промивальних рідин на вуглеводневій основі: забезпечення високої якості розкриття продуктивних пластів, низькі або нульові значення фільтрації; високі тиксотропні властивості; низька густина в необважненому стані; добра прокачуваність, не зважаючи на порівняно високу в'язкість; нерозчинність гірських порід у їх дисперсійному середовищі; високі протизносні й мастильні властивості; висока стабільність у часі тощо.
Недоліки промивальних рідин на вуглеводневій основі: висока вартість, підвищена пожежонебезпека, руйнування гумових деталей циркуляційної системи, складність проведення електрометричних робіт та ін.